# Geophila macrocarpa
Geophila macrocarpa är en måreväxtart som först beskrevs av Johannes Müller Argoviensis, och fick sitt nu gällande namn av Ined.. Geophila macrocarpa ingår i släktet Geophila och familjen måreväxter. Inga underarter finns listade i Catalogue of Life.